# Constant Lestienne
 Constant Lestienne  (nacido el 23 de mayo de 1992) es un tenista profesional francés.

## Carrera
Su mejor ranking individual es el Nº 48 alcanzado el 6 de febrero de 2023 mientras que en dobles logró la posición 343 el 28 de mayo de 2018.
Ha ha logrado hasta el momento 5 títulos de la categoría ATP Challenger Tour.

## Títulos ATP (0; 0+0)

### Dobles (0)
| Leyenda                         |
| Grand Slam (0)                  |
| ATP Wourld Tour Finals (0)      |
| ATP Masters 1000 World Tour (0) |
| ATP World Tour 500 series (0)   |
| ATP World Tour 250 series (0)   |

#### Finalista (1)
| N.º | Fecha                 | Torneos | Superficie | Pareja                  | Oponentes en la final       | Resultado           |
| --- | --------------------- | ------- | ---------- | ----------------------- | --------------------------- | ------------------- |
| 1.  | 24 de febrero de 2023 | Doha    | Dura       | Botic van de Zandschulp | Rohan Bopanna Matthew Ebden | 7-6(5), 4-6, [6-10] |

## Títulos ATP Challenger

### Individuales (6)
| N.º | Fecha                 | Torneo                   | Superficie    | Oponente           | Resultado     |
| --- | --------------------- | ------------------------ | ------------- | ------------------ | ------------- |
| 1.  | 1 de mayo de 2016     | Challenger de Ostrava    | Tierra batida | Zdeněk Kolář       | 6-7, 6-1, 6-2 |
| 2.  | 11 de agosto de 2018  | Challenger de Portoroz   | Dura          | Andrea Arnaboldi   | 6-2, 6-1      |
| 3.  | 17 de octubre de 2021 | Challenger de Alicante   | Dura          | Hugo Grenier       | 6-4, 6-3      |
| 4.  | 3 de julio de 2022    | Challenger de Málaga     | Dura          | Emilio Gómez       | 6-3, 5-7, 6-2 |
| 5.  | 24 de julio de 2022   | Challenger de Pozoblanco | Dura          | Grégoire Barrère   | 6-0, 7-6      |
| 6.  | 21 de agosto de 2022  | Challenger de Vancouver  | Dura          | Arthur Rinderknech | 6-0, 4-6, 6-3 |

### Finalista (4)
| N.º | Fecha                   | Torneo                      | Superficie    | Oponente            | Resultado     |
| --- | ----------------------- | --------------------------- | ------------- | ------------------- | ------------- |
| 1.  | 17 de julio de 2016     | Challenger de San Benedetto | Tierra batida | Federico Gaio       | 2-6, 6-1, 3-6 |
| 2.  | 18 de febrero de 2018   | Challenger de Cherburgo     | Dura (i)      | Maximilian Marterer | 4-6, 5-7      |
| 3.  | 1 de abril de 2018      | Challenger de Saint-Brieuc  | Dura (i)      | Ričardas Berankis   | 2-6, 7-5, 6-4 |
| 4.  | 24 de noviembre de 2019 | Challenger de Maia          | Tierra batida | Jozef Kovalík       | 0-6, 4-6      |